# 조옮김 악기

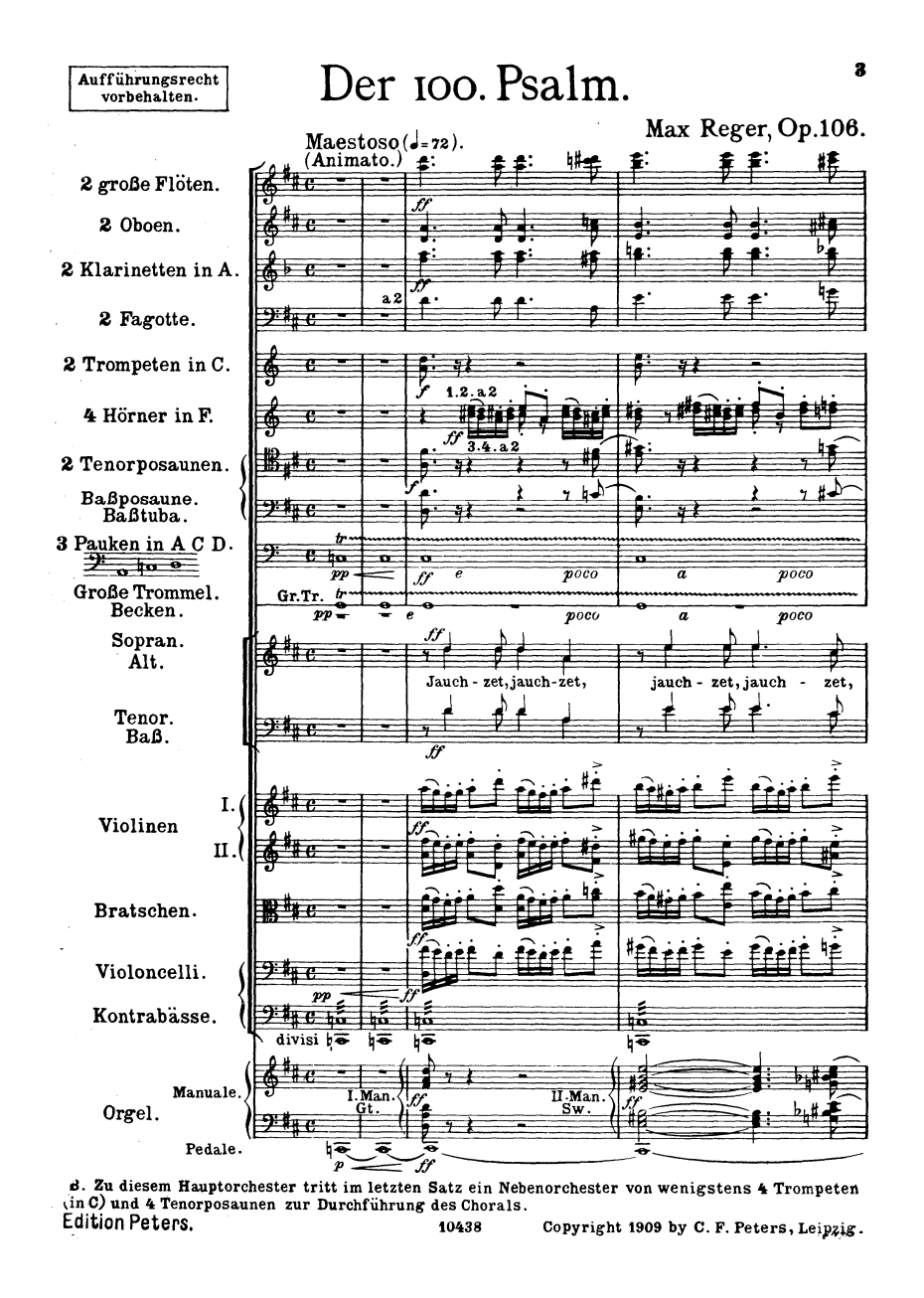

조옮김 악기 또는 이조 악기(移調 樂器, transposing instrument)는 음높이가 실제 음과 일정 음정을 두고 차이가 나는 악기를 말한다.

## 기보음보다 실음이 낮은 악기
더블베이스, 콘트라바순, 오보에 다모레, 잉글리시 호른, 바그너 튜바, 바조 호른, 코넷, 내림 나조 트럼펫, 밴조 등이 있다.

## 기보음보다 실음이 높은 악기
실로폰, 글로켄슈필, 첼레스타, 피콜로, 피콜로 트럼펫 등이 있다.

## 기보음과 실음이 같은 악기
다조 트럼펫, 플루트, 오보에, 바순, 트롬본, 튜바, 오르간, 피아노, 바이올린, 비올라, 첼로 등이 있다.

## 그 밖
클라리넷, 리코더, 색소폰 등은 어떤 조의 악기를 쓰는가에 따라 기보음과 실음 사이의 차이가 달라진다.